# Дэвис, Мерил
Мерил Дэвис (англ. Meryl Davis; род. 1 января 1987 года) — американская фигуристка, выступающая в танцах на льду с партнёром Чарли Уайтом. Мэрил — самая титулованная танцорша в истории американских танцев на льду. С Чарли они — олимпийские чемпионы зимних Олимпийских игр 2014 года в личных соревнованиях, серебряные призёры зимних Олимпийских игр 2010 года, бронзовые призёры Олимпийских игр 2014 года в командных соревнованиях, первые в истории США двукратные чемпионы мира в танцах на льду (2011, 2013), первые в истории танцев на льду пятикратные победители финалов Гран-при (2009—2013), трёхкратные чемпионы четырёх континентов (2009, 2011, 2013) и шестикратные чемпионы США (2009—2014). По состоянию на февраль 2014 года занимают 1-е место в рейтинге Международного союза конькобежцев (ИСУ).
Дэвис и Уайт объединились в 1997 году, и в настоящее время они являются самой продолжительной танцевальной командой в Соединенных Штатах. Они являются первыми американскими танцорами на льду, которые выиграли титул чемпиона мира, а также первыми американцами, которые стали Олимпийскими Чемпионами в танцах на льду. В 2006 году на NHK Trophy, они стали первой танцевальной командой, получившей в произвольном танце четвертые уровни на всех своих элементах.
В 2010 году пара была удостоена премии «Рамсей Трофи», которая вручается фигуристам за выдающиеся спортивные достижения с 1961 года и названа в честь Дуга Рамсея — чемпиона США среди юниоров, погибшего в авиакатастрофе в 1961 году.

## Личная жизнь
Мэрил Дэвис родилась в Ройал-Оке, штат Мичиган, дочь Черил и Пола Дэвиса. У неё есть младший брат, которого зовут Клейтон. Она английского, ирландского, шотландского и немецкого происхождения. Дэвис был диагностирован диагноз дислексия в третьем классе, и она боролась с чтением до 11-го класса. В июне 2005 года Дэвис окончила среднюю школу Уайли Э.Гровс. Она была членом Национального Общества Чести. Дэвис живет в Бирмингеме, штат Мичиган. Она посещает университет Мичигана. Кроме того, Дэвис присоединилась к ЮНИСЕФ Kid Power в качестве посла бренда в марте 2016 года.
13 июля 2017 года Дэвис обручилась с бывшим фигуристом Федором Андреевым, с которым она встречалась более шести лет. 22 июня 2019 года они поженились.

## Карьера

### Ранние годы
Мерил начала кататься на коньках в возрасте пяти лет, так как рядом с её домом было озеро, на котором зимой был каток. Начинала она как одиночница, но к восьми годам сосредоточилась на танцах на льду. В 1997 году она встала в пару с Чарли Уайт. В 2009 году Дэвис сказала: «Наши родители — лучшие друзья. Мы выросли вместе и так хорошо знаем друг друга».
В сезоне 2000-01 они квалифицировались на чемпионат США 2001 года, заняв шестое место в категории новисов. В 2001-02 они выиграли серебряную медаль в той же категории, а затем перешли на юниорский уровень.

### Юниорская карьера
В сезоне 2002—2003 они не выиграли медали ни в одном из своих двух этапах Гран-при и заняли седьмое место на чемпионате США 2003 года. В следующем году на национальном чемпионате они стали вторыми и попадают на чемпионат мира среди юниоров, где занимают только 13-е место.
Сезон 2004—2005, дуэт начал очень хорошо завоевав бронзу на двух этапах юниорской серии Гран-при, но из-за травмы лодыжки у Чарли остаток сезона им пришлось пропустить.
В следующем году они вернулись с новыми силами: выиграли один этап юниорского Гран-при, стали вторыми в финале юниорского Гран-при, выиграли чемпионат США среди юниоров и стали третьими на чемпионате мира среди юниоров. После этого сезона из-за возраста Мэрил пара больше не могла выступать в юниорах. Они потеряли некоторое время тренировки после того, как Уайт сломал лодыжку на хоккейном турнире в 2006 году.

### Переход на взрослый уровень

#### 2006/2007

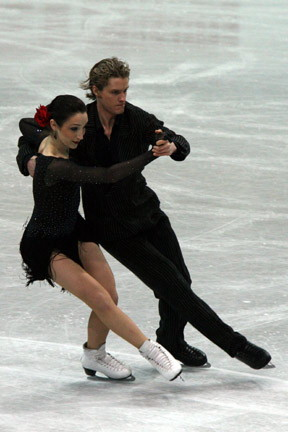
Дэвис и Уайт на чемпионате мире 2008

Сезон 2006—2007 стал для них первым сезоном на взрослом уровне. Они стали четвёртыми на обоих своих этапах Гран-при. На NHK Trophy, они стали первой танцевальной парой, получившей в произвольном танце четвертые уровни на всех своих элементах. Они стали третьими на чемпионате США, четвёртыми на чемпионате четырёх континентов и седьмыми на чемпионате мире.

#### 2007/2008
Дэвис/Уайт заняли четвёртое место на Skate America 2007, а затем на Trophée Eric Bompard 2007 завоевали свою первую медаль на взрослых этапах Гран-при, выиграв бронзу.
Они полностью обновили свой произвольный танец Eleanor Rigby до начала чемпионата США из-за его плохого приема. Они выиграли серебряную медаль на соревновании, поднявшись на одно место выше, чем в предыдущем сезоне. Затем они стали вторыми на чемпионате четырёх континентов, для них это была первая медаль на таком уровне. На чемпионате мира пара заняла шестое место.

#### 2008/2009
В сезоне 2008—2009, выиграв этап Гран-при «Skate Canada» и став третьими на «Cup of Russia» пара, впервые в своей карьере, отобралась для участия в финале Гран-при, где впервые в карьере завоевали бронзу. На чемпионате США 2009 года, они, в отсутствие лидеров национальной сборной Танит Белбин и Бенжамина Агосто, стали победителями турнира. Ближайших преследователей Эмили Самуэльсон и Эвана Бейтса они обошли на 20 баллов. На чемпионате четырёх континентов 2009 года после обязательного и оригинального танца пара шла на втором месте, но за счёт победы в произвольном танце Мэрил и Чарли стали чемпионами, сумев обыграть своих принципиальных соперников и товарищей по тренировкам (оба дуэта работают у Зуевой и Шпильбанда) канадцев Тессу Вертью и Скотта Моира. На домашнем чемпионате мира, который прошёл в Лос-Анджелесе, Дэвис и Уайт заняли обидное четвёртое место, уступив своим одногруппникам 0,04 балла.

#### 2009/2010: Олимпийский сезон

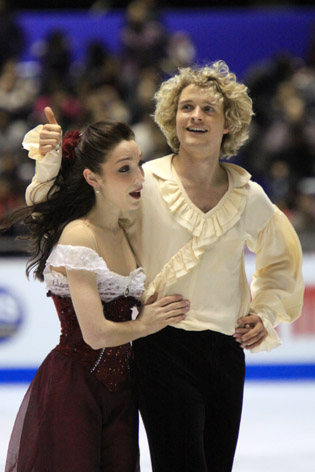
Финал Гран-при 2009

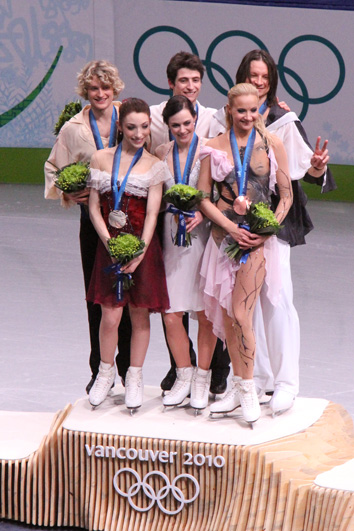
Пьедестал почёта на Олимпийских играх

Дэвис / Уайт начали свой сезон на турнире Nebelhorn Trophy 2009, заняв первое место во всех сегментах соревнования. Своих ближайших преследователей они обошли на 30,87 балла.
Затем Мэрил и Чарли выиграли два этапа Гран-при: Rostelecom Cup 2009 и NHK Trophy 2009, которые позволили им пройти в финал Гран-при 2009—2010 годов. В финале Гран-при они выиграли оригинальный танец и заняли второе место в произвольном танце, что позволило им выиграть этот турнир, став первыми американскими танцорами на льду, которые сделали это. На национальном чемпионате 2010 года Дэвис и Уайт выиграли свой второй национальный титул.
С 19 по 22 февраля на зимних Олимпийских играх 2010 года в Ванкувере проходили соревнования в танцах на льду. Мэрил и Чарли в обязательном танце набрали 41,47 балла, что позволяло им идти на третьем месте. В оригинальном танце дуэт из США набрал 67,08, что позволило им выйти на второе место, опередив Оксану Домнину и Максима Шабалина. В произвольном танце Дэвис и Уайт набрали 107,19 балла, что стало их новым лучшим результатом. Также пара получила личный лучший результат и в общей сумме баллов — 215,74. Эти результаты помогли им стать серебряными призёрами Олимпийских игр. Ребята уступили только Тессе Вертью и Скотту Моиру.
На чемпионате мира Дэвис и Уайт выиграли серебро, вновь уступив одногруппникам из Канады.

#### 2010/2011: победный сезон

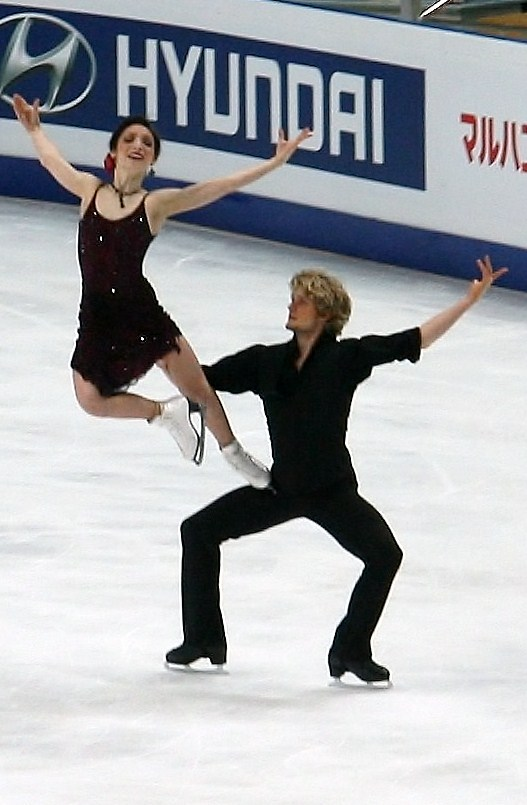
Дэвис и Уайт на победном чемпионате мира 2011

В первом сезоне нового цикла пара должна была принять участие на домашнем и японском этапах Гран-при. На этапе Гран-при в Японии, Мэрил и Чарли в коротком танце набрали 66,97 баллов и 98,24 в произвольном танце, в общей сложности они получили 165,21 балла, что позволило им занять уверенное первое место. После японского этапа они решили внести некоторые коррективы в свой произвольный танец. На Skate America 2010 за короткий танец они получили 63,62 балла и 93,06 балла в произвольном танце после того, как оба упали. Они заработали в общей сложности 156,68 балла и выиграли золотую медаль. Эти результаты позволили им принять участие в финале Гран-при 2010—2011 годов. В финале им предстояло защищать свой титул, который они заработали год назад. В коротком танце они набрали 68,64 балла, в произвольном танце 102,94 балла, общая сумма равна 171,58 балла. Эти баллы позволили им стать двукратными победителями финала Гран-при по фигурному катанию, опередив Натали Пешала и Фабьяна Бурза на 9 баллов (Тесса Вертью и Скотт Моир отсутствовали из-за травмы партнёрши). В январе 2011 года Дэвис и Уайт стали трёхкратными чемпионами США. Они заработали 76,04 балла за свой короткий танец и 109,44 балла за произвольный танец, набрав в общей сложности 185,48 балла.
На Чемпионате Четырех Континентов 2011 года американцы заняли второе место после Тессы Вертью и Скотта Моир в коротком танце. Канадцы позже снялись с произвольного танца. Дэвис и Уайт выиграли произвольный танец и стали двукратными чемпионами четырёх континентов. На чемпионате мира 2011 года они заняли второе место в коротком танце, уступив 0,53 балла своим товарищам по группе, набрав 73,76 балла. В произвольном танце они заняли первое место, получив 111,51 балла, что было самым высоким результатом в сезоне. В итоге, набрав 185,27 балла, Мэрил и Чарли впервые стали чемпионами мира, опередив действующих олимпийских и мировых чемпионов Вертью и Моира на 3,48 балла. Это была первая победа американских танцоров на чемпионатах мира.

#### 2011/2012
В новом сезоне, Дэвис/Уайт были заявлены на Skate America 2011 и Rostelecom Cup 2011 Они объявили о своем выборе музыки в августе, в том числе они заявили, что выбрали La Strada, в качестве музыкального сопровождения в произвольном танце, но в октябре объявили о переходе на оперетту австрийского композитора Иоганна Штрауса Летучая мышь. Дэвис и Уайт выиграли золото на Skate America 2011, набрав 70,33 балла в коротком танце и 107,74 балла в произвольном. Они на 21,78 балла опередили Натали Пешала/Фабьяна Бурза, которые стали вторыми. На Rostelecom Cup 2011 набрала 179,06 балла, что было больше чем на домашнем этапе, несмотря на то, что Чарли споткнулся в коротком танце. Они опередили на 17,88 балла Кейтлин Уивер/Эндрю Поже. В декабре они приняли участие в финале Гран-при 2011—2012 годов, где они в очередной раз (третий по счёту) выиграли золотую медаль на соревнованиях. В январе было завоёвано очередное золото чемпионата США. Позже они стали серебряными призерами чемпионата четырёх континентов и чемпионата мира 2012 года, уступив Тессе Вертью и Скотту Моир. Тем не менее, в 2012 году на командном чемпионате мира они обошли канадцев на 5,6 балла, а сборная США завоевала серебряную медаль, уступив только фигуристам из Японии.
После увольнения Игоря Шпильбанда с арены Arctic Edge в июне 2012 года Дэвис/Уайт решили остаться на катке с Мариной Зуевой и прекратили сотрудничество со Шпильбандом.

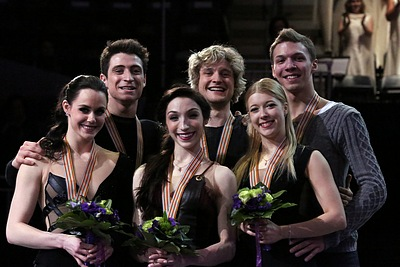
Победители и призёры чемпионата мира 2012 года

#### 2012/2013
Летом стало известно, что американские танцоры примут участие в американском и японском этапе Гран-при. И в США, и в Японии были одержаны безоговорочные победы. В декабре Мэрил и Чарли в четвёртый раз выиграли финал Гран-при. В январе 2013 года они выиграли свой пятый подряд национальный титул. Они продолжили свой победный сезон, выиграв золотую медаль на чемпионате четырех континентах 2013 года, несмотря на то, что после короткого танца американцы занимали второе место. Затем на чемпионате мира, который в марте прошёл в канадском Лондоне, они снова победили Вертью и Моира, тем самым став двукратными чемпионами мира, побив свои предыдущие мировые рекорды как в коротком танце, так и в общем зачете.

#### 2013/2014: победа на Олимпиаде в Сочи
В межсезонье пара работала над программами с Дереком Хафом и Алексом Вонгом. Музыкальное сопровождение короткого танца Мэрил и Чарли музыкальные фрагменты «I Could Have Danced All Night», «With a Little Bit of Luck» и «Get Me of the Church on Time» из фильма «Моя прекрасная леди». Произвольный танец был поставлен на сюиту «Шехеразада» Николая Римского-Корсакова.
Даже когда мы слышали эту музыку четыре-шесть лет назад, то говорили, как сильно она нам нравится. Мы чувствовали дрожь. Сейчас мы думаем, что можем использовать ее правильноМэрил Дэвис
Очевидно, что это отличная музыка, кроме того, мы всегда чувствовали контакт с ней. Марина почувствовала, что она подходит нам идеально. Мы думали о ней в прошлом сезоне, но она превосходно подходит для олимпийский программыЧарли Уайт
Впервые пара вышла на лёд на турнире U.S. International Figure Skating Classic, где заняла уверенное первое место. Мэрил и Чарли были заявлены на два этапа Гран-при: Skate America 2013 и NHK Trophy 2013. На обоих этапах были одержаны убедительные победы. В финале Гран-при между Дэвис/Уайт и Вертью/Моир развернулась серьёзная борьба за победу. В коротком танце американский дуэт набрал 77,66 балла, опередив канадцев на 0,07 балла. В произвольном танце Дэвис и Уайт дожали своих оппонентов и стали пятикратными победителями финала Гран-при, при этом они установили сразу два мировых рекордов — в произвольном танце (113,69) и по итоговой сумме баллов (191,35). Перед национальном чемпионатом Дэвис и Уайт немного изменили свой произвольный танец.
Я добавила немного эротичности в середину «Шехеразады», немного аромата любви. Совсем чуть-чуть.
Я сделала это в классическом стиле. Еще мне хотелось добавить драмы. Я хотела показать, как король пытается убежать от Шехеразады. Нужно было больше контрастаМарина Зуева, тренер пары
На чемпионате США Мэрил и Чарли в шестой раз выиграли национальный чемпионат, ранее это достижение никому не покорялось. Также Дэвис и Уайт завоевали путёвку на Олимпийские игры, которые в феврале пройдут в Сочи.

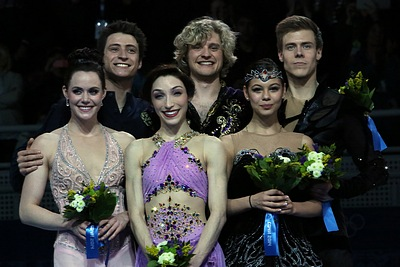
Мэрил Дэвис и Чарли Уайт — олимпийские чемпионы в танцах на льду

В Сочи Мэрил и Чарли приняли участие и в личном, и в командном первенстве. Для пары Олимпийские игры начались 8 февраля — в день, когда прошёл короткий танец в командном турнире. Мэрил и Чарли набрали 75,98 балла, тем самым они заняли первое место и принесли своей команде 10 очков. После двух видов сборная США занимала седьмое место, ибо Джереми Эбботт и спортивная пара Марисса Кастелли/Саймон Шнапир выступили не лучшим образом. После выступления Дэвис/Уайт американцы поднялись на третье место. 9 февраля Мэрил и Чарли выиграли произвольный танец командного турнира, принеся своей стране 20 очков из 20 возможных. Благодаря выступлению ребят сборная США стала бронзовым призёром командного турнира, а Мэрил и Чарли добавили в свою коллекцию вторую олимпийскую медаль. Спустя неделю начались соревнования в танцах на льду, где их главными конкурентами традиционно были канадцы Тесса Вертью и Скотт Моир, которые 4 года назад стали олимпийскими чемпионами. 16 февраля прошли соревнования в коротком танце, где Мэрил и Чарли установили новый мировой рекорд, набрав 78,89 балла. Они оторвались от главных конкурентов на 2,56 балла. Судьба олимпийского золота была в руках самих ребят. На следующий день танцоры продемонстрировали свои произвольные танцы. Мэрил и Чарли закрывали соревнования и сделали это блестяще: получив за произвольный танец 116,63 балла, они впервые в истории американских танцев на льду стали олимпийскими чемпионами. Таким образом, они собрали медали Олимпийских игр каждого достоинства: «золото» и «серебро» в личных турнирах (2014 и 2010 соответственно) и «бронза» в командном турнире (2014).

## Жизнь после любительского спорта
Мэрил Дэвис и Чарли Уайт продолжают выступать вместе в ледовых шоу. В 2014 году приняла участие в американском телевизионном шоу «Dancing With The Stars» («Танцы со звёздами»). Вместе с партнёром Максимом Чмерковским они одержали победу. В феврале 2017 года они подтвердили, что не будут возобновлять карьеру.

## Программы
| Сезон     | Короткий танец | Произвольный танец                                                                                         | Показательные                                                                                           |
| --------- | --- | --- | --- |

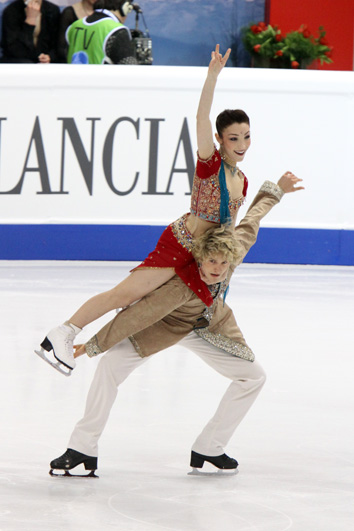
Дэвис и Уайт выполняют поддержку на чемпионате мира 2010

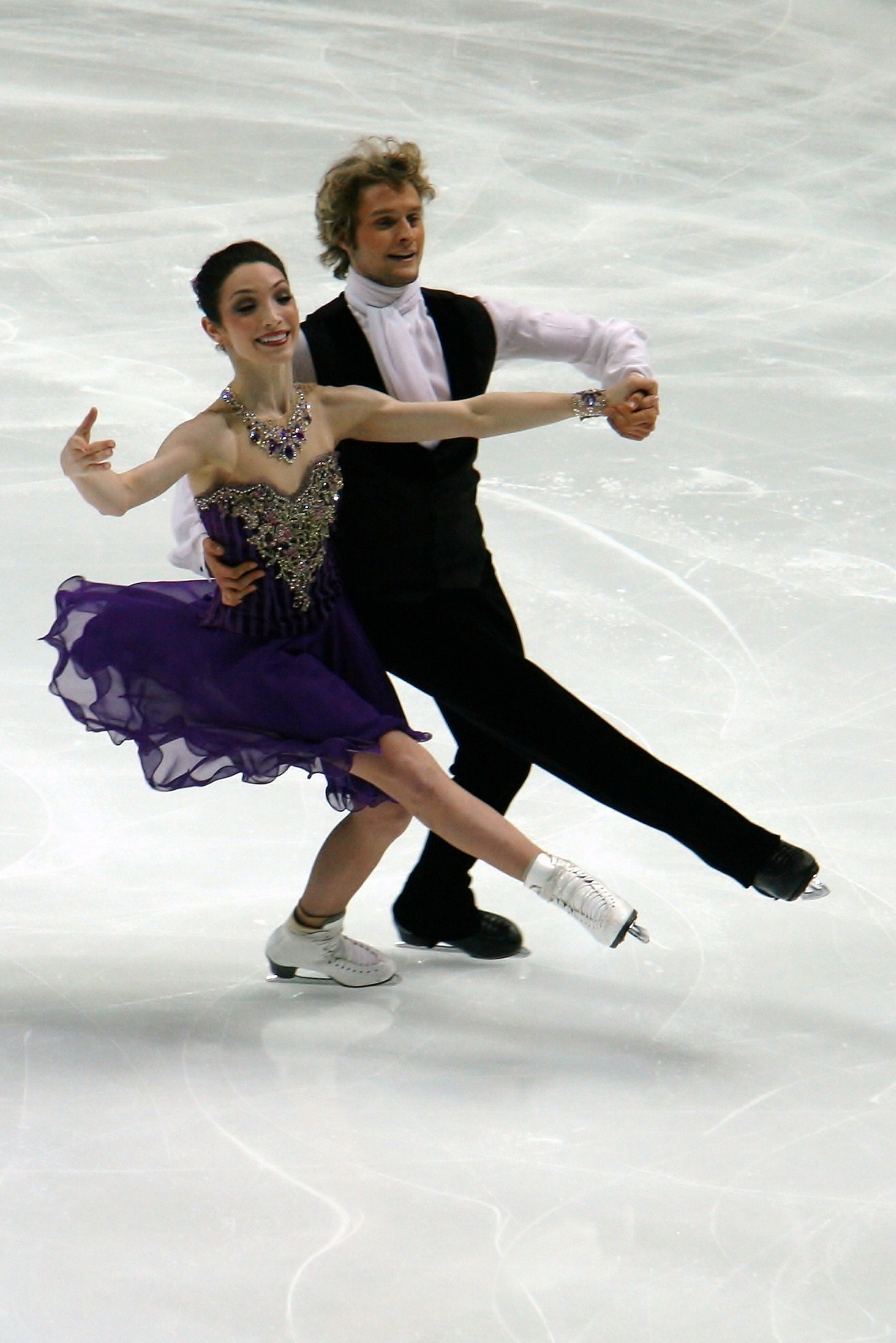
Мэрил и Чарли на чемпионате мира 2011

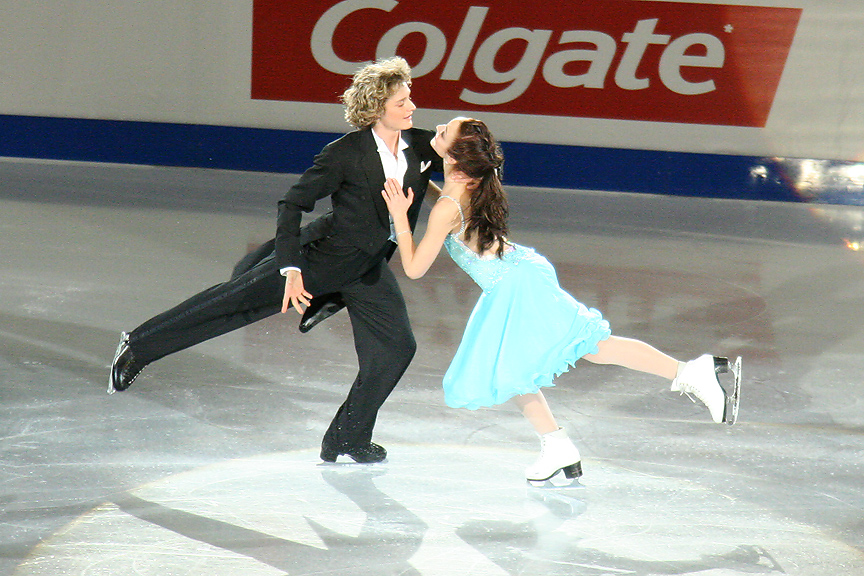
Дэвис и Уайт выполняют показательную программу на турнире «Skate Canada» в 2006 году.

| 2013—2014 | I Could Have Danced All Night With a Little Bit of Luck Get Me of the Church on Time из мюзикла Моя прекрасная леди Фредерик Лоу                                              | Шехеразада Николай Римский-Корсаков                                                                        | Fade into you Сэм Палладио и Клер Боуэн из сериала Нэшвилл Концерт для фортепиано № 2 Сергей Рахманинов |
| 2012—2013 | Марш Вальс Полька из балета Жизель Адольф Адан | Нотр-Дам де Пари Риккардо Коччанте                                                                         | Fade into you Сэм Палладио и Клер Боуэн из сериала Нэшвилл                                              |
| 2011—2012 | Самба: Batucadas Mitoka Samba Румба: Life is a Carnival Самба: On the Floor Дженнифер Лопес                                                                                   | Летучая мышь Иоганн Штраус-сын                                                                             | Someone Like You Адель                                                                                  |
| 2010—2011 | Травиата Джузеппе Верди Богема Джакомо Пуччини | Почтальон Луис Бакалов Payadora (Forever Tango) Лисандро Адровер Recuerdo (Forever Tango) Лисандро Адровер | The Way I Am Ингрид Майклсон Rhythm of Love Plain White T's                                             |
|           | Оригинальный танец | Произвольный танец                                                                                         | Показательные                                                                                           |
| 2009—2010 | Kajra Re саундтрек из фильма «Bunty Aur Babli» Шанкар Махадеван, Эсан Нурани и Лой Мендоза Silsila Ye Chahat Ka Dola Re Dola саундтрек из фильма «Девдас» Самир и Нусрет Бадр | Overture Music of the Night Point of No Return из мюзикла «Призрак Оперы» Эндрю Ллойд Уэббер               | Billie Jean Майкл Джексон исполнил Дэвид Кук                                                            |
| 2008—2009 | Happy Feet Джек Йеллен и Милтон Эджер 20’s Piano Original Composition Джо Ладук                                                                                               | Bacchanale из оперы «Самсон и Далила» Камиль Сен-Санс S’Apre Per Te Il Mio Cuore Филиппа Джиордано         | Don't Stop Me Now Queen                                                                                 |
| 2007—2008 | Калинка Иван Ларионов | Eleanor’s Dream Eleanor Rigby The Beatles                                                                  | У моря Бобби Дарин исполнил Кевин Спейси                                                                |
| 2006—2007 | A Los Amigos Астор Пьяццолла | Князь Игорь из балета «Половецкие пляски» Александр Бородин                                                | У моря Бобби Дарин исполнил Кевин Спейси                                                                |
| 2005—2006 | Ran Kan Kan — En Los Pasos de mi Padre Тито Пуэнте Bésame Mucho из Un Bolero Por Favor Консуэло Веласкес исполнила Нана Мускури                                               | Sarabande Георг Гендель                                                                                    | |
| 2004—2005 | Bésame Mucho из Un Bolero Por Favor Консуэло Веласкес исполнила Нана Мускури                                                                                                  | Sarabande Георг Гендель                                                                                    | |
| 2003—2004 | Pennsylvania 6-5000 That’s All Right This Cat’s on a Hot Tin Roof | Hasta Que te Conoci De Mis Manos Voy a Conquistarte Que Viva la Alegria Рауль ди Бласио                    | |
| 2002—2003 | Летучая мышь Иоганн Штраус | Шоколад Рэйчел Портман                                                                                     | |

## Спортивные достижения

### после 2007 года
| Соревнования                                    | 2007—2008 | 2008—2009 | 2009—2010 | 2010—2011 | 2011—2012 | 2012—2013 | 2013—2014 |
| ----------------------------------------------- | --------- | --------- | --------- | --------- | --------- | --------- | --------- |
| Зимние Олимпийские игры                         |           |           | 2         |           |           |           | 1         |
| Зимние Олимпийские игры. Командные соревнования |           |           |           |           |           |           | 3         |
| Чемпионаты мира                                 | 6         | 4         | 2         | 1         | 2         | 1         |           |
| Чемпионаты четырёх континентов                  | 2         | 1         |           | 1         | 2         | 1         |           |
| Чемпионаты США                                  | 2         | 1         | 1         | 1         | 1         | 1         |           |
| Финалы Гран-при                                 |           | 3         | 1         | 1         | 1         | 1         | 1         |
| Этапы Гран-при: NHK Trophy                      |           |           | 1         | 1         |           | 1         | 1         |
| Этапы Гран-при: Cup of Russia                   |           | 3         | 1         |           | 1         |           |           |
| Этапы Гран-при: Skate Canada                    |           | 1         |           |           |           |           |           |
| Этапы Гран-при: Trophée Eric Bompard            | 3         |           |           |           |           |           |           |
| Этапы Гран-при: Skate America                   | 4         |           |           | 1         | 1         | 1         | 1         |
| Nebelhorn Trophy                                |           |           | 1         |           |           |           |           |

к — командные соревнования

### до 2007 года
| Соревнования                        | 2000—2001 | 2001—2002 | 2002—2003 | 2003—2004 | 2004—2005 | 2005—2006 | 2006—2007 |
| ----------------------------------- | --------- | --------- | --------- | --------- | --------- | --------- | --------- |
| Чемпионаты мира                     |           |           |           |           |           |           | 7         |
| Чемпионаты четырёх континентов      |           |           |           |           |           |           | 4         |
| Чемпионат мира среди юниоров        |           |           |           | 13        |           | 3         |           |
| Чемпионаты США                      | 6N.       | 2N.       | 7J.       | 2J.       |           | 1J.       | 3         |
| Этапы Гран-при: Skate Canada        |           |           |           |           |           |           | 4         |
| Этапы Гран-при: NHK Trophy          |           |           |           |           |           |           | 4         |
| Финалы юниорского Гран-при          |           |           |           |           |           | 2         |           |
| Этапы юниорского Гран-при, Андорра  |           |           |           |           |           | 2         |           |
| Этапы юниорского Гран-при, Болгария |           |           |           |           |           | 1         |           |
| Этапы юниорского Гран-при, Румыния  |           |           |           |           | 3         |           |           |
| Этапы юниорского Гран-при, Белград  |           |           | 6         |           | 3         |           |           |
| Этапы юниорского Гран-при, Япония   |           |           |           | 4         |           |           |           |
| Этапы юниорского Гран-при, Чехия    |           |           |           | 4         |           |           |           |
| Этапы юниорского Гран-при, Германия |           |           | 8         |           |           |           |           |

- N = детский уровень;
- J = юниорский уровень

## Подробные результаты

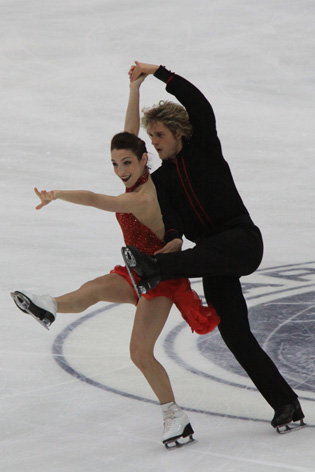
Дэвис и Уайт на NHK Trophy 2009

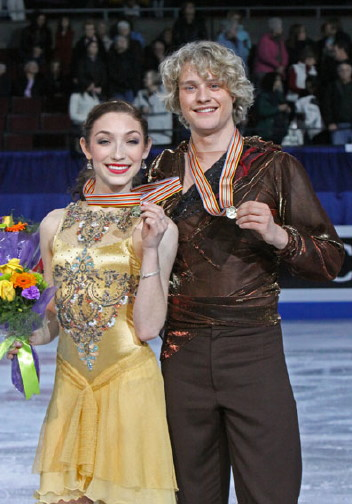
Американская пара на подиуме чемпионата четырёх континентов 2009

Малые медали за короткую и произвольную программы вручаются только на чемпионатах под эгидой ИСУ.
| Сезон 2013/2014          | Сезон 2013/2014                             | Сезон 2013/2014 | Сезон 2013/2014 | Сезон 2013/2014 | Сезон 2013/2014 |
| Дата                     | Соревнование                                | SD              | FD              | Общее           |                 |
| ------------------------ | ------------------------------------------- | --------------- | --------------- | --------------- | --------------- |
| 16—17 февраля 2014       | XXII Зимние Олимпийские игры 2014           | 1 78,89         | 1 116,63        | 1 195,52        |                 |
| 6—9 февраля 2014         | XXII Зимние Олимпийские игры 2014 (команда) | 1 75,98         | 1 114,34        | 3               |                 |
| 5-12 января 2014         | Чемпионат США 2014                          | 1 80,69         | 1 119,50        | 1 200,19        |                 |
| 5—8 декабря 2013         | Финал Гран-при 2013/2014                    | 1 77,66         | 1 113,69        | 1 191,35        |                 |
| 8-10 ноября 2013         | NHK Trophy 2013                             | 1 73,70         | 1 112,95        | 1 186,65        |                 |
| 18-20 октября 2013       | Skate America 2013                          | 1 75,70         | 1 112,53        | 1 188,23        |                 |
| 11-15 сентября 2013      | U.S International Classic 2013              | 1 73,67         | 1 110,02        | 1 183,69        |                 |
| Сезон 2012/2013          |                                             |                 |                 |                 |                 |
| Дата                     | Соревнование                                | SD              | FD              | Общее           |                 |
| 10—17 марта 2013         | Чемпионат мира 2013                         | 1 77,12         | 1 112,44        | 1 189,56        |                 |
| 6—11 февраля 2013        | Чемпионат четырёх континентов 2013          | 2 74,68         | 1 112,68        | 1 187,36        |                 |
| 19-27 января 2013        | Чемпионат США 2013                          | 1 79,02         | 1 118,42        | 1 197,44        |                 |
| 6—9 декабря 2012         | Финал Гран-при 2012/2013                    | 1 73,20         | 1 110,19        | 1 183,39        |                 |
| 23-25 ноября 2012        | NHK Trophy 2012                             | 1 69,86         | 1 108,62        | 1 178,48        |                 |
| 19-21 октября 2012       | Skate America 2012                          | 1 71,39         | 1 104,98        | 1 176,28        |                 |
| Сезон 2011/2012          |                                             |                 |                 |                 |                 |
| Дата                     | Соревнование                                | SD              | FD              | Общее           |                 |
| 26 марта — 1 апреля 2012 | Чемпионат мира 2012                         | 2 70,98         | 2 107,64        | 2 178,62        |                 |
| 7—12 февраля 2012        | Чемпионат четырёх континентов 2012          | 1 72,15         | 2 107,25        | 2 179,40        |                 |
| 22-29 января 2012        | Чемпионат США 2012                          | 1 76,89         | 1 114,65        | 1 191,54        |                 |
| 8—11 декабря 2011        | Финал Гран-при 2011/2012                    | 1 76,17         | 2 112,38        | 1 188,55        |                 |
| 25-27 ноября 2011        | Rostelecom Cup 2011                         | 1 69,94         | 1 109,12        | 1 179,06        |                 |
| 21-23 октября 2011       | Skate America 2011                          | 1 70,33         | 1 107,74        | 1 178,07        |                 |
| Сезон 2010/2011          |                                             |                 |                 |                 |                 |
| Дата                     | Соревнование                                | SD              | FD              | Общее           |                 |
| 24 апреля — 1 мая 2011   | Чемпионат мира 2011                         | 2 73,76         | 1 111,51        | 1 185,27        |                 |
| 15—20 февраля 2011       | Чемпионат четырёх континентов 2011          | 2 69,01         | 1 103,02        | 1 172,03        |                 |
| 22-30 января 2011        | Чемпионат США 2011                          | 1 76,04         | 1 109,44        | 1 185,48        |                 |
| 9-12 декабря 2010        | Финал Гран-при 2010/2011                    | 1 68,64         | 1 102,94        | 1 171,58        |                 |
| 12-14 ноября 2010        | Skate America 2010                          | 1 63,62         | 1 93,06         | 1 156,68        |                 |
| 22-24 октября 2010       | NHK Trophy 2010                             | 1 66,97         | 1 98,24         | 1 165,21        |                 |

| Сезон 2009/2010            | Сезон 2009/2010                    | Сезон 2009/2010 | Сезон 2009/2010 | Сезон 2009/2010 | Сезон 2009/2010 |
| Дата                       | Соревнование                       | CD              | OD              | FD              | Общее           |
| -------------------------- | ---------------------------------- | --------------- | --------------- | --------------- | --------------- |
| 22—28 марта 2010           | Чемпионат мира 2010                | 2 43,25         | 2 69,29         | 1 110,49        | 2 223,03        |
| 19—22 февраля 2010         | XXI Зимние Олимпийские игры 2010   | 3 41,47         | 2 67,08         | 2 107,19        | 2 215,74        |
| 14-24 января 2010          | Чемпионат США 2010                 | 1 45,42         | 1 68,11         | 1 108,76        | 1 222,29        |
| 3—6 декабря 2009           | Финал Гран-при 2009/2010           | N/A             | 1 65,80         | 2 103,64        | 1 169,44        |
| 5-8 ноября 2009            | NHK Trophy 2009                    | 1 38,09         | 1 63,09         | 1 100,79        | 1 201,97        |
| 22-25 октября 2009         | Rostelecom Cup 2009                | 1 37,87         | 1 62,21         | 1 101,02        | 1 201,10        |
| 23-26 сентября 2009        | Nebelhorn Trophy 2009              | 1 37,62         | 1 62,08         | 1 100,76        | 1 200,46        |
| Сезон 2008/2009            |                                    |                 |                 |                 |                 |
| Дата                       | Соревнование                       | CD              | OD              | FD              | Общее           |
| 24—28 марта 2009           | Чемпионат мира 2009                | 4 37,73         | 3 62,60         | 3 100,03        | 4 200,36        |
| 2—8 февраля 2009           | Чемпионат четырёх континентов 2009 | 2 35,23         | 2 60,42         | 1 96,74         | 1 192,39        |
| 18-25 января 2009          | Чемпионат США 2009                 | 1 39,93         | 1 61,93         | 1 99,82         | 1 201,68        |
| 10-14 декабря 2008         | Финал Гран-при 2008/2009           | N/A             | 5 55,89         | 3 92,15         | 3 148,04        |
| 20-23 ноября 2008          | Cup of Russia 2008                 | 3 35,77         | 8 43,68         | 2 91,16         | 3 170,61        |
| 31 октября — 2 ноября 2008 | Skate Canada International 2008    | 1 34,29         | 1 56,36         | 1 88,24         | 1 178,89        |
| Сезон 2007/2008            |                                    |                 |                 |                 |                 |
| Дата                       | Соревнование                       | CD              | OD              | FD              | Общее           |
| 16—23 марта 2008           | Чемпионат мира 2008                | 7 34,80         | 7 60,36         | 6 96,03         | 6 191,19        |
| 11—17 февраля 2008         | Чемпионат четырёх континентов 2008 | 2 37,36         | 2 61,93         | 2 100,16        | 2 199,45        |
| 20-27 января 2008          | Чемпионат США 2008                 | 2 40,59         | 2 62,69         | 2 103,54        | 2 206,82        |
| 15-18 ноября 2007          | Trophée Eric Bompard 2007          | 4 31,74         | 3 55,25         | 3 89,22         | 3 176,21        |
| 26-28 октября 2007         | Skate America 2007                 | 5 30,16         | 4 52,84         | 4 85,79         | 4 168,79        |
| Сезон 2006/2007            |                                    |                 |                 |                 |                 |
| Дата                       | Соревнование                       | CD              | OD              | FD              | Общее           |
| 20—25 марта 2007           | Чемпионат мира 2007                | 10 31,15        | 8 55,82         | 7 92,17         | 7 179,14        |
| 7—10 февраля 2007          | Чемпионат четырёх континентов 2007 | 3 33,68         | 4 54,66         | 5 91,35         | 4 179,69        |
| 21-28 января 2007          | Чемпионат США 2007                 | 2 36,18         | 4 54,72         | 3 93,21         | 3 184,11        |
| 1-3 декабря 2006           | NHK Trophy 2006                    | 4 29,98         | 4 52,86         | 4 86,65         | 4 169,49        |
| 2—5 ноября 2006            | Skate Canada 2006                  | 8 25,53         | 3 52,30         | 4 84,83         | 4 162,66        |

SD = короткий танец; CD = обязательный танец; OD = оригинальный танец; FD = произвольный танец.